# Trechisporales
Trechisporales é uma ordem de fungos da classe Agaricomycetes. Esta ordem contém uma única família, Hydnodontaceae, a qual, de acordo com uma estimativa de 2008, contém 15 géneros e 105 espécies.